# XXXIII Puchar Gordona Bennetta (balonowy)
33 Puchar Gordona Bennetta – zawody balonów wolnych o Puchar Gordona Bennetta zorganizowane w gminie Lech w Austrii. Start nastąpił 16 września 1989 roku.

## Uczestnicy
Wyniki zawodów.
| Zajęte miejsce | Balon             | Załoga Pilot Pomocnik pilota         | Kraj              | Czas lotu [h] | Odległość [km] | Miejsce lądowania          |
| -------------- | ----------------- | ------------------------------------ | ----------------- | ------------- | -------------- | -------------------------- |
| 1.             | OE-PZS Polarstern | Josef Starkbaum Gerd Scholz          | Austria           | 37:33         | 911,20         | Batorliget, Debrecen (HUN) |
| 2.             |                   | Thomas Fink Erich Märkl              | RFN               | 39:32         | 894,10         | Nyiracsad (HUN)            |
| 3.             |                   | Joe Kittinger Robert Snow            | Stany Zjednoczone | 34:01         | 809,40         | Hejocpapi (HUN)            |
| 4.             |                   | Gerold Signer Silvan Osterwalder     | Szwajcaria        | 25:52         | 748,40         | Tisovec (F_CHE)            |
| 5.             |                   | Karl Spenger Martin Messner          | Szwajcaria        | 42:47         | 731,90         | Namestovo (F_CHE)          |
| 6.             |                   | Alfred Nater Otto Anderegg           | Szwajcaria        | 22:07         | 691,20         | Ferriego (HUN)             |
| 7.             |                   | Helma Sjuts Alfred Derks             | RFN               | 31:59         | 669,90         | Sed-Liste (F_CHE)          |
| 8.             |                   | Randy Woods Gordon Boring            | Stany Zjednoczone | 22:01         | 576,10         | Piesti-any (F_CHE)         |
| 9.             | SP-BZR Polonia    | Waldemar Ozga Piotr Szary            | Polska            | 20:53         | 510,60         | Loimersdorf (AUT)          |
| 10.            |                   | Lawrence Hyde Charles Dewey Reinhard | Stany Zjednoczone | 20:27         | 496,70         | Sopron (HUN)               |
| 11.            | SP-BZO Polonez    | Stefan Makné Grzegorz Antkowiak      | Polska            | 22:56         | 486,40         | Himberg (AUT)              |
| 12.            |                   | Volker Kuinke Gustav Vormbäumen      | RFN               | 20:19         | 272,20         | Igelbach (GER)             |